# Jon Anik
Jon Anik (Boston, Massachusetts; 3 de julio de 1978) es un comentarista estadounidense de artes marciales mixtas. Comenzó su carrera como presentador en ESPN durante más de cinco años antes de unirse al Ultimate Fighting Championship (UFC) como comentarista de jugada por jugada en 2012. La experiencia de Anik en MMA lo ha convertido en un comentarista muy solicitado para eventos de alto perfil, y su pasión por el comentario deportivo le ha ganado un seguimiento fiel entre los aficionados al deporte en todo el mundo.

## Primeros años y educación
Anik nació en Boston, Massachusetts y es judío. Tiene un hermano gemelo idéntico y otros dos hermanos. Se graduó de The Rivers School en Weston, Massachusetts. En 1997 se matriculó en el Gettysburg College, donde fue miembro de Theta Chi. Se graduó con un título en periodismo político. Anik pasó un semestre en la American University en Washington D. C., trabajando como pasante para la George Michael Sports Machine. También ha trabajado en el departamento de deportes de The MetroWest Daily News en Framingham, Massachusetts.

## Carrera

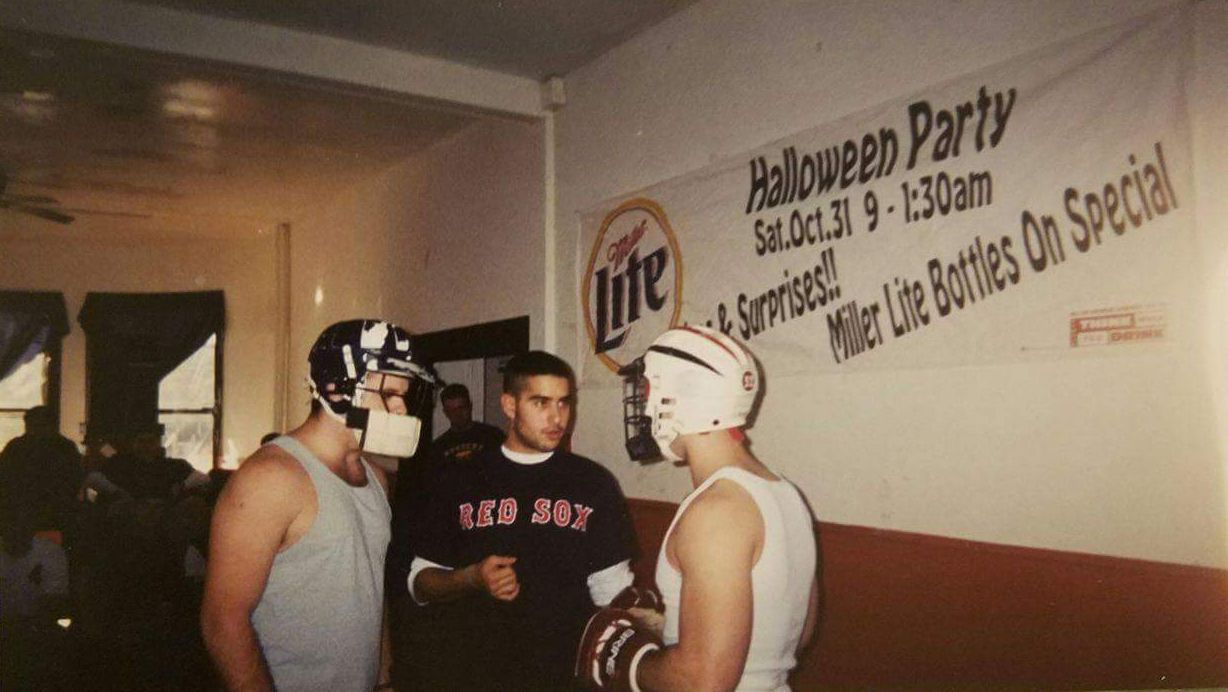
La primera narración de Jon Anik fue en 2000.

### ESPN
Anik es un ex presentador de  y el anfitrión de MMA Live en ESPN2. Ha sido el presentador de varios eventos en vivo para ESPN, incluida la cobertura de MMA Live de UFC 91, UFC 94, UFC 98, UFC 100, UFC 101, UFC 113, UFC 114 y UFC 126. De 2006 a 2008, Anik trabajó para ESPN Radio, donde presentaba actualizaciones de SportsCenter y fungía como presentador suplente en Game Night.

### Ultimate Fighting Championship
En 2011, Dana White anunció durante una conferencia de prensa que Jon Anik se uniría a la UFC. Anik hizo su debut como comentarista durante la transmisión internacional de UFC on FX: Guillard vs. Miller. Fue el principal narrador de algunas peleas de FX y FUEL TV con el comentarista de color y exluchador de UFC Kenny Florian. También es el presentador del programa deportivo insignia de la UFC, UFC Ultimate Insider. Sustituyó a Mike Goldberg para hacer equipo con Joe Rogan en UFC 155. El 22 de septiembre de 2014, Anik fue invitado al Ariel Helwani's MMA Hour y anunció que había firmado un nuevo contrato a largo plazo con la UFC. Después de perder una apuesta relacionada con el resultado de la pelea Nate Diaz vs. Conor McGregor en UFC 196, Anik estuvo obligado a hacerse un tatuaje del número 209, que representa el código de área de la ciudad natal de Diaz, Stockton, California. Desde la partida de Mike Goldberg en 2017, Anik ha asumido el papel de comentarista principal de la UFC para todos los eventos de pago por visión.
El 22 de octubre de 2018, Anik reveló que había firmado una extensión de contrato de cuatro años con la UFC. Posteriormente, fue recontratado por la organización en 2022.

## Vida personal
Anik y su esposa Chrissy tienen tres hijos.